# Tankmar Horn

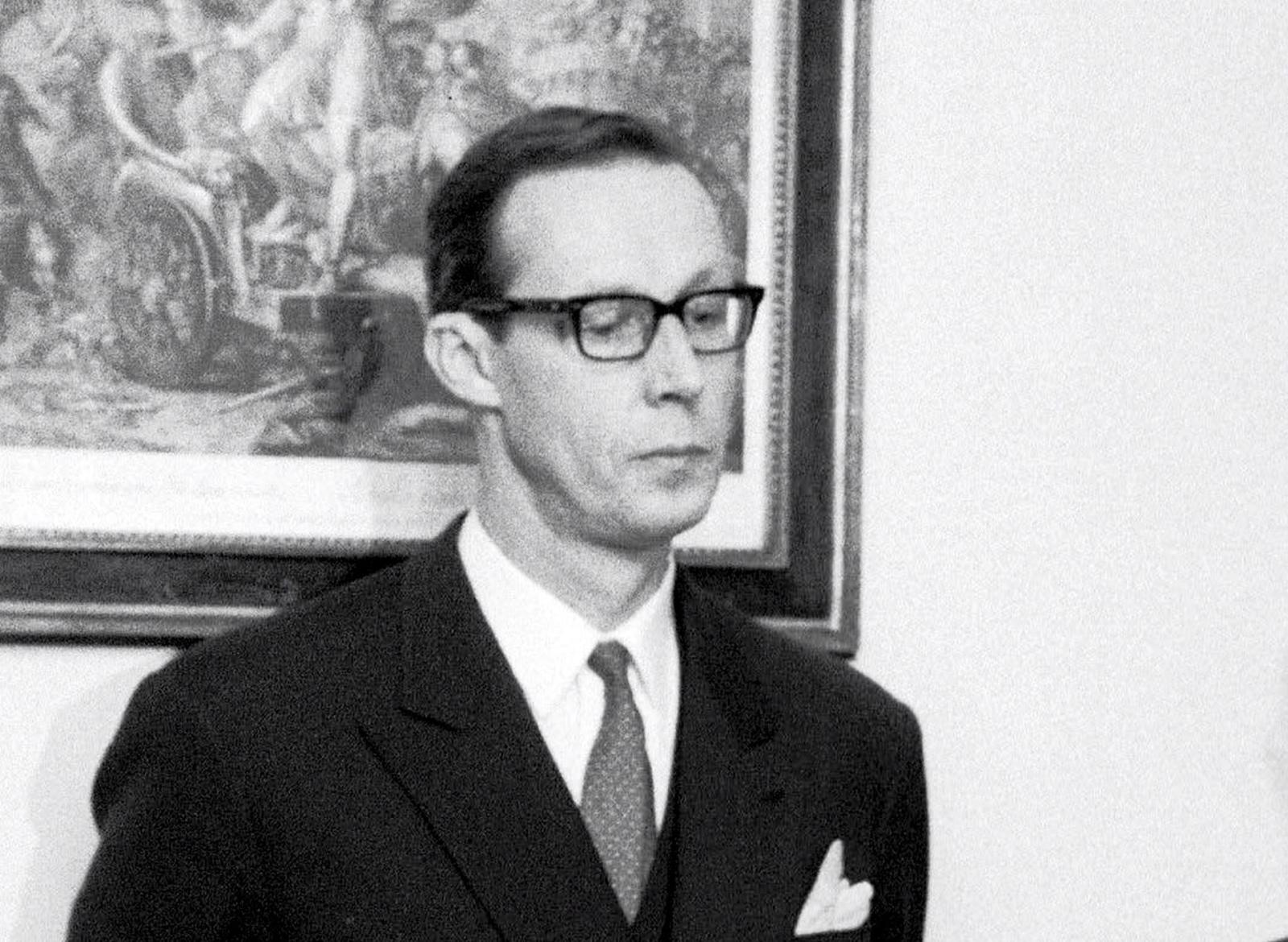
Tankmar Horn, 1965.

Tankmar Horn, född 16 augusti 1924 i Viborg, död 16 mars 2018 i Helsingfors, var en finländsk diplomat och industriman.
Horn blev ekonomie magister 1951. Han anställdes 1948 vid utrikesministeriet, verkade bland annat som legationssekreterare i Washington och Buenos Aires och var 1967–1969 chef för ministeriets handelspolitiska avdelning. Han trädde 1969 i Oy Wärtsilä Ab:s tjänst, var generaldirektör 1970–1976 och arbetande styrelse- och direktionsordförande 1978–1987 samt styrelseordförande 1987–1991; styrelseordförande i Oy Metra Ab 1991–1995. Han erhöll ministers titel 1972.

## Utmärkelser
- Storkorset av Finlands Lejons orden[2]
- Storriddare med stjärna av Isländska falkorden[3]
- Hederskommendör av Brittiska imperieorden[3]
- Kommendör av 1. klass av Nordstjärneorden[3]
- Tunisiens republikorden[3]
- Förbundsrepubliken Tysklands förtjänstorden - stora kommendörskorset[3]
- Stora hederstecknet av Österrikiska republikens förtjänstorden[3]
- Krigsinvalidernas förtjänstkors[3]
- Minnesmedalj för deltagande i 1941-1945 års krig[3]
- Kommendörstecknet av Finlands Vita Ros’ orden[2]
- Militärens förtjänstmedalj[3]
- Storkors av Sankt Olavs orden[2]
- Vinterkrigets minnesmedalj[3]
- Kommendör av första graden av Dannebrogorden[3]

[Redigera Wikidata]